# Torbiel zastoinowa błony śluzowej
Torbiel zastoinowa błony śluzowej lub mucocele – miejscowa zmiana na błonie śluzowej zatok obocznych nosa, warg lub jamy ustnej powstała w wyniku obliteracji (zatkania) przewodów wyprowadzających gruczołów. Wewnątrz mukoceli gromadzi się wydzielina zobliterowanego gruczołu. Uważa się, że przyczyną powstania torbieli zastoinowej błony śluzowej może być drobny uraz miejscowy lub też przewlekły stan zapalny. Zmiana ma zabarwienie niebieskawe, prześwitujące i wypełniona jest płynem. 

## Miejsca występowania
Najczęściej spotykana na powierzchni dolnej wargi. Rzadziej dotyczy wewnętrznej powierzchni policzka, języka lub podniebienia. Jeśli torbiel spotykana jest w zatokach obocznych nosa to mówi się wówczas o śluzowiaku (najczęściej występuje w zatoce czołowej i szczękowej, rzadziej w zatoce klinowej). Innym szczególnym przypadkiem torbieli zastoinowej jest żabka.

## Diagnostyka różnicowa

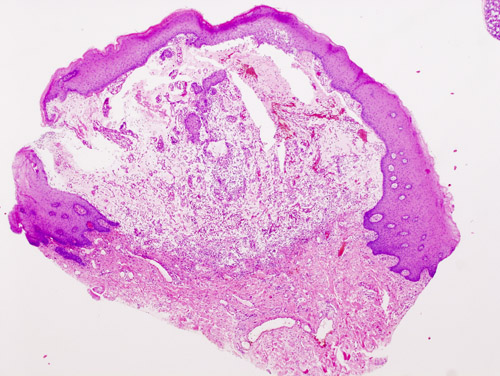
Obraz histopatologiczny torbieli zastoinowej błony śluzowej dolnej wargi. Barwienie hematoksyliną i eozyną.

Śluzowiaka z ekspansją poprzez kości czaszki czasami do oczodołu lub jamy czaszki należy różnicować z procesem nowotworowym twarzoczaszki. W drugiej kolejności bierze się pod uwagę torbiel korzeniową zatoki (dotyczy to zatoki szczękowej) oraz polip zatoki.

## Leczenie
Leczenie mukoceli jest chirurgiczne i polega na wyłuszczeniu z marginesem zdrowych tkanek. Zabieg ten wykonywany jest przez chirurga szczękowo-twarzowego, chirurga stomatologa lub laryngologa. Wycięta zmiana powinna zostać poddana obligatoryjnemu badaniu histopatologicznemu.